# Jaroslav Rejžek
Podplukovník Jaroslav Rejžek (5. listopadu 1884 Strakonice – 1950 Strakonice) byl legionář, důstojník československé armády a odbojář během druhé světové války.

## Život

### Mládí a první světová válka
Jaroslav Rejžek se narodil 5. listopadu 1884 ve Strakonicích. Po vychození reálky absolvoval v letech 1901-1905 kadetní školu. Poté sloužil v hodnosti podporučíka v Řešově, v roce 1913 byl už jako nadporučík převelen do Plzně. Po vypuknutí první světové války byl poslán na srbskou frontu, kde padl 19. listopadu 1914 do zajetí. Na přelomu let 1914 a 1915 absolvoval tzv. pochod hladu rakouských zajatců přes území Albánie. Z jejího pobřeží byl převezen do Itálie. Do Československých legií se hlásil 19. října 1918, 12. dubna 1919 se stal velitelem roty v Československé domobraně, což bylo vojenské uskupení postupně odesílané do Československa.

### Mezi světovými válkami
Po návratu do Československa byl Jaroslav Rejžek v červenci 1919 odeslán jako velitel roty na Podkarpatskou Rus k pohraniční službě. V hodnosti kapitána byl v roce 1920 byl přidělen k pěšímu pluku do Mukačeva, v roce 1933 pak do Písku, kde se v roce 1936 stal pobočníkem velitele 10. pěší brigády. 1. 12. 1936 byl jmenován velitelem praporu Stráže obrany státu Strakonice a zároveň vojensko-technickým referentem u hlavního okresního politického úřadu tamtéž. V roce 1938 byl povýšen na podplukovníka.

### Druhá světová válka a po ní
V období německé okupace Jaroslav Rejžek působil na pozici předsedy sociální pomoci ve Strakonicích a této funkce využíval k tajnému poskytování finanční podpory rodinám zatčených odbojářů. Působení jeho samotného v odboji je nejasné. V jeho kvalifikačním zápisu se o zapojení do Obrany národa sice nepíše, ale Gestapo nějakou jeho roli tušilo a snažilo se ji prokázat. Naštěstí pro Jaroslava Rejžka neúspěšně. 5. května 1945 nastoupil k jednotce Niva, kde v pozici velitele pohotovostního praporu zajišťoval odzbrojování německých jednotek a strážní službu. Z ní byl v červnu propuštěn a v dubnu 1946 přeložen do výslužby. Zemřel v roce 1950 ve Strakonicích.

## Rodina
Jaroslav Rejžek se v roce 1922 oženil s Marií Vláškovou. V roce 1923 se mu narodila dcera Běta, která ale již ve dvou letech zemřela. V roce 1926 se mu narodil syn Jaroslav a v roce 1928 syn Miloš.